# Voetbalkampioenschap van Saale 1927/28
In 1927/28 werd het 21ste voetbalkampioenschap van Saale gespeeld, dat georganiseerd werd door de Midden-Duitse voetbalbond. Wacker Halle werd kampioen en plaatste voor de Midden-Duitse eindronde. De club versloeg FC Germania Halberstadt, Naumburger SpVgg 05, FC Viktoria 03 Leipzig, FC Wacker 1910 Gera en in de finale Dresdner SC. Hierdoor plaatste de club zich voor de tweede maal voor de eindronde om de Duitse landstitel. De club verloor in de eerste ronde van FC Bayern München.

## Gauliga
| Plaats | Club                      | Wed. | W  | G | V  | Saldo | Ptn.  |
| ------ | ------------------------- | ---- | -- | - | -- | ----- | ----- |
| 1.     | Hallescher FC Wacker 1900 | 18   | 11 | 4 | 3  | 68:35 | 26:10 |
| 2.     | SpVgg Borussia 02 Halle   | 18   | 12 | 2 | 4  | 61:22 | 26:10 |
| 3.     | FV Sportfreunde Halle     | 18   | 10 | 1 | 7  | 54:37 | 21:15 |
| 4.     | SV Merseburg 99           | 17   | 10 | 0 | 7  | 50:52 | 20:14 |
| 5.     | SV 1898 Halle             | 18   | 7  | 4 | 7  | 41:38 | 18:18 |
| 6.     | SC Favorit Halle          | 17   | 7  | 4 | 6  | 26:32 | 18:16 |
| 7.     | VfL 1912 Merseburg        | 18   | 7  | 3 | 8  | 38:45 | 17:19 |
| 8.     | VfL Halle 1896            | 18   | 6  | 1 | 11 | 28:46 | 13:23 |
| 9.     | FC Eintracht Halle        | 18   | 3  | 4 | 11 | 26:64 | 10:26 |
| 10.    | SpVgg 1919 Neumark        | 18   | 4  | 1 | 13 | 30:51 | 09:27 |

|  | Play-off titel |
|  | Degradatie     |

Play-off
|  |                         |       |                           |  |
|  | SpVgg Borussia 02 Halle | 0 – 1 | Hallescher FC Wacker 1900 |  |
|  |                         |       |                           |  |